# بات بارنز
بات بارنز (بالإنجليزية: Pat Barnes)‏ هو لاعب كرة قدم أمريكية أمريكي، ولد في 23 فبراير 1975.

## وصلات خارجية
- بات بارنز على موقع مرجع كرة القدم المحترفة.كوم (الإنجليزية)